# Saint-Romain-au-Mont-d’Or
Saint-Romain-au-Mont-d’Or ist eine französische Gemeinde mit 1.241 Einwohnern (Stand: 1. Januar 2022) in der Métropole de Lyon in der Region Auvergne-Rhône-Alpes. Sie gehört zum Arrondissement Lyon. Die Einwohner werden Saromagnots genannt.

## Geographie
Saint-Romain-au-Mont-d’Or liegt etwa sechs Kilometer nördlich des Stadtzentrums von Lyon am westlichen Ufer der Saône. Umgeben wird Saint-Romain-au-Mont-d’Or von den Nachbargemeinden Couzon-au-Mont-d’Or im Norden, Rochetaillée-sur-Saône im Osten und Nordosten, Collonges-au-Mont-d’Or im Südosten sowie Saint-Cyr-au-Mont-d’Or im Süden und Westen. 

## Bevölkerungsentwicklung
| Jahr                       | 1962 | 1968 | 1975 | 1982 | 1990 | 1999 | 2006 | 2012 |
| Einwohner                  | 712  | 728  | 742  | 919  | 904  | 948  | 1093 | 1059 |
| Quellen: Cassini und INSEE |      |      |      |      |      |      |      |      |

## Sehenswürdigkeiten
- Kirche von Saint-Romain
- Herrenhaus La Bessée

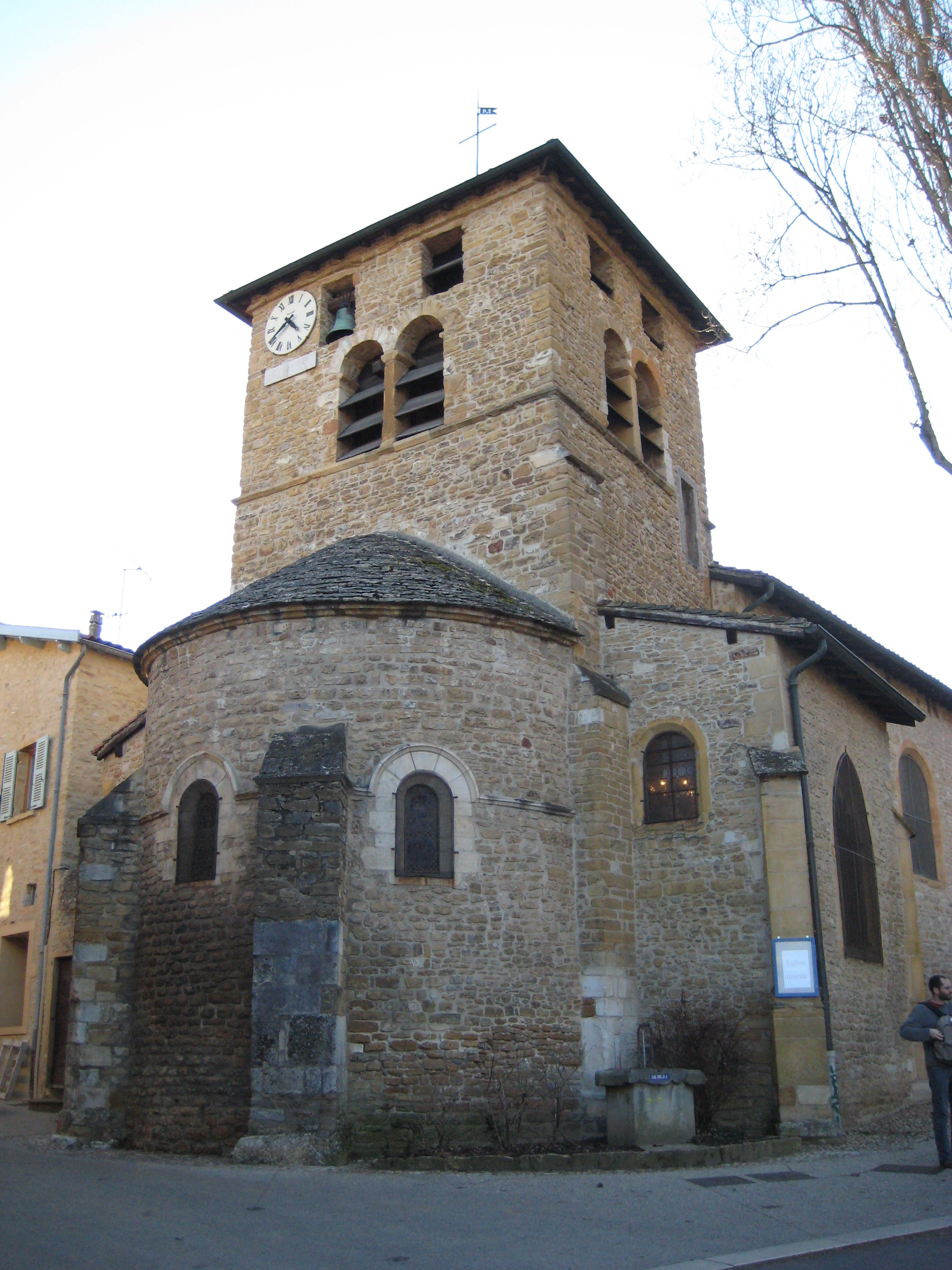
Kirche Saint-Romain

- Museum Demeure du Chaos mit zeitgenössischer Kunst
- römische Zisterne

## Persönlichkeiten
- Pierre Poivre (1719–1786), Humanist und Gartenbauer
- Thierry Ehrmann (* 1962), Künstler, Begründer des Demeure du Chaos